# Cecilia Reiter
Cecilia Reiter (Buenos Aires, 30 de marzo de 1982) es una jugadora profesional de pádel argentina que ha ganado numerosos torneos del circuito profesional y en dos ocasiones el Campeonato Mundial de Pádel. Reside en Madrid.
Su actual compañera en el circuito internacional World Padel Tour es Giorgia Marchetti. Antes había jugado durante 12 años con la malagueña Carolina Navarro.
Logró la medalla de oro en pádel en los Juegos Suramericanos de 2022, junto con Daiara Valenzuela.

## Palmarés

### World Padel Tour
- Madrid Internacional Open 2013, junto con Carolina Navarro
- Málaga Internacional Open 2013, junto con Carolina Navarro
- Granada Internacional Open 2013, junto con Carolina Navarro

### Juegos Suramericanos
- Medalla de oro en los Juegos Suramericanos de 2022